# Die Mörder sind unter uns
Die Mörder sind unter uns, és una pel·lícula alemanya estrenada com a Murderers Among Us als Estats Units o The Murderers Are Among Us al Regne Unit, va ser una de les primers pel·lícules alemanyes rodades després de la Segona Guerra Mundial i la primera Trümmerfilm. Es va produir el 1945/46 als Althoff Studios a Babelsberg i als Jofa-Ateliers a Johannisthal. La pel·lícula va ser escrita i dirigida per Wolfgang Staudte.

## Argument
Berlín el 1945 després de la derrota d'Alemanya a la guerra. L'antic cirurgià militar Dr. Hans Mertens (Ernst Wilhelm Borchert) ensopega pel carrer, borratxo. Pateix flashbacks de la guerra i té una aversió a les persones amb dolor, la qual cosa li impedeix exercir la medicina. En canvi, es passa els dies bevent. Una artista i supervivent del camp de concentració nazi, Susanne Wallner (Hildegard Knef), el troba vivint al seu apartament quan torna a casa.
Al principi viuen junts de mala gana i després es fan amics. Susanne troba una carta a una senyora Brückner a l'apartament i s'enfronta a Mertens al respecte. Mertens intenta trobar feina a un hospital, però una dona que crida li provoca flaixbacs i es queda incapacitat. Mentrestant, Susanne es troba amb Ferdinand Brückner (Arno Paulsen). Quan Mertens torna, Susanne li informa que Brückner està viu i està bé. Mertens visita Brückner, el seu antic capità, i es queda a sopar. Brückner és ara un home de negocis d'èxit, produint olles amb l'antic Stahlhelm, el casc d'acer militar alemany. Després del sopar, Brückner torna a Mertens la seva arma de la guerra. Mertens té un altre flaixbac i se'n va a casa borratxo.
Poc després, Mertens decideix matar Brückner. Allunya Brückner amb el pretext d'anar a un bar i el porta per una ruta suposadament més curta, a través dels enderrocs i els edificis abandonats de Berlín. Quan creu que estan sols, treu l'arma. Mentre ho fa, una dona que necessita un metge surt corrent d'un dels edificis en ruïnes. Brückner li diu que Mertens és metge, però Mertens es resisteix a ajudar. La dona li diu que el seu únic fill va deixar de respirar una hora abans, i ell la acompanya, mentre Brückner marxa sol al bar. Mertens fa una traqueotomia a la noia, després Mertens torna a casa i proclama el seu amor per Susanne.
La pel·lícula avança fins a la nit de Nadal. La Susanne i Mertens encara viuen junts, i ara Mertens és cirurgià en exercici. En Mertens li diu a la Susanne que ha d'acabar alguna cosa. Va a la fàbrica de Brückner, on Brückner i els seus empleats canten nadales. Mertens té un flaixbac, que revela que Brückner havia ordenat afusellar més d'un centenar de civils la nit de Nadal de 1942 en un poble polonès del Front Oriental. Mertens intenta matar Brückner de nou, però Susanne l'atura a l'últim moment. En lloc de matar Brückner, el denuncien i és jutjat per crims de guerra.

## Rodatge
Per obtenir el permís per a la pel·lícula, Staudte havia anat als britànics, francesos i estatunidencs, però tots van rebutjar la proposta, citant la seva naturalesa política com la raó per negar-se a concedir una llicència a la pel·lícula. Els soviètics, en canvi, van acceptar el guió amb un canvi al final de la pel·lícula. Originalment, se suposava que la pel·lícula s'anomenava Der Mann den ich töten werde (L’home que mataré) i Mertens havia d'aconseguir matar Brückner, però el guió i el títol es van canviar perquè els soviètics temien que els espectadors podria interpretar-ho com una crida a la justícia vigilant. El títol fa al·lusió al títol inicial del clàssic de Fritz Lang M de 1931, que s'anomenaria Mörder unter uns (Assassí entre nosaltres).
Die Mörder sind unter uns fou estrenada el 15 d'octubre de 1946 a l'Admiralspalast, que aleshores era la seu de l'Òpera Estatal de Berlín, al sector soviètic. El debut televisiu a la República Democràtica Alemanya va ser l'1 de novembre de 1955 i a la República Federal el 18 de novembre de 1971.

## Desnazificació
En el període de postguerra, l'objectiu tant de les autoritats americanes com soviètiques era reeducar el públic alemany. Per als estatunidencs, això significava exportar pel·lícules americanes a Alemanya Occidental. Per als soviètics, això significava l'establiment de la DEFA. Els soviètics creien que el cinema es podia utilitzar per reeducar el públic. Amb Die Mörder sind unter uns, l'objectiu era instar el públic a jutjar els responsables de les atrocitats comeses durant la guerra. Angel Wagenstein, un director búlgar , va dir: "Per a mi [Staudte] va ser el primer ambaixador, que a través de la seva pel·lícula va renovar la nostra fe en una nació capaç d'auto-reflexió, de mirar-se al mirall i de reconèixer la seva pròpia culpa, de confessar que molt poques nacions serien capaces de poder fer.”
Ernst Wilhelm Borchert va ser eliminat dels anuncis de la pel·lícula perquè havia estat acusat i arrestat per mentir sobre la seva denazificació, però un article publicat a la Neue Zeit el 1947 va informar més tard que havia ha estat exonerat per la Comissió de desnazificació per als artistes.
Part de la desnazificació també va ser la recerca de trobar una nova cultura alemanya. Formant part de la cultura alemanya, el cinema alemany de postguerra va tenir un paper a jugar i es va embarcar en aquesta recerca explorant diferents estils cinematogràfics. Die Mörder sind unter uns s'embarca en aquesta recerca basant-se concretament en la western i el melodrama domèstic. La pel·lícula adopta certes característiques del western clàssic, alhora que els dona un gir únic. Hans, tot i que es presenta com un heroi western, és atípic, ja que no es venja al final de la pel·lícula. L'estil del melodrama domèstic també rep un gir en ser col·locat de manera incòmode en una pel·lícula de tipus western. Té el propòsit de voler restaurar l'ordre mitjançant el personatge de Susanne i el seu intent d'establir una llar per a Hans, curar el seu estat emocional precari i reintegrar-lo a la societat.
El reportatge d'aquests estils cinematogràfics explica per què, tot i ser "un llegat cinematogràfic sovint passat per alt" Die Mörder sind unter uns “ens parla molt sobre la política del passat a la cultura alemanya de la primera postguerra,” és a dir, la tensió entre l'establiment d'una nova societat i cultura alhora que acceptar un passat nazi.

## Recepció
La pel·lícula va vendre 6.468.921 entrades.
La majoria de les crítiques van ser positives, tot i que alguns van criticar el fet que els personatges apareguessin amb roba moderna i de moda, que no reflectia la realitat de les condicions de vida dels berlinesos en la immediata postguerra. En aquesta pel·lícula, Staudte no sols tractava el passat d'Alemanya, sinó també el seu, ja que havia participat en el rodatge de la pel·lícula de propaganda nazi Jud Süß.